# Zaltbommel (gemeente)

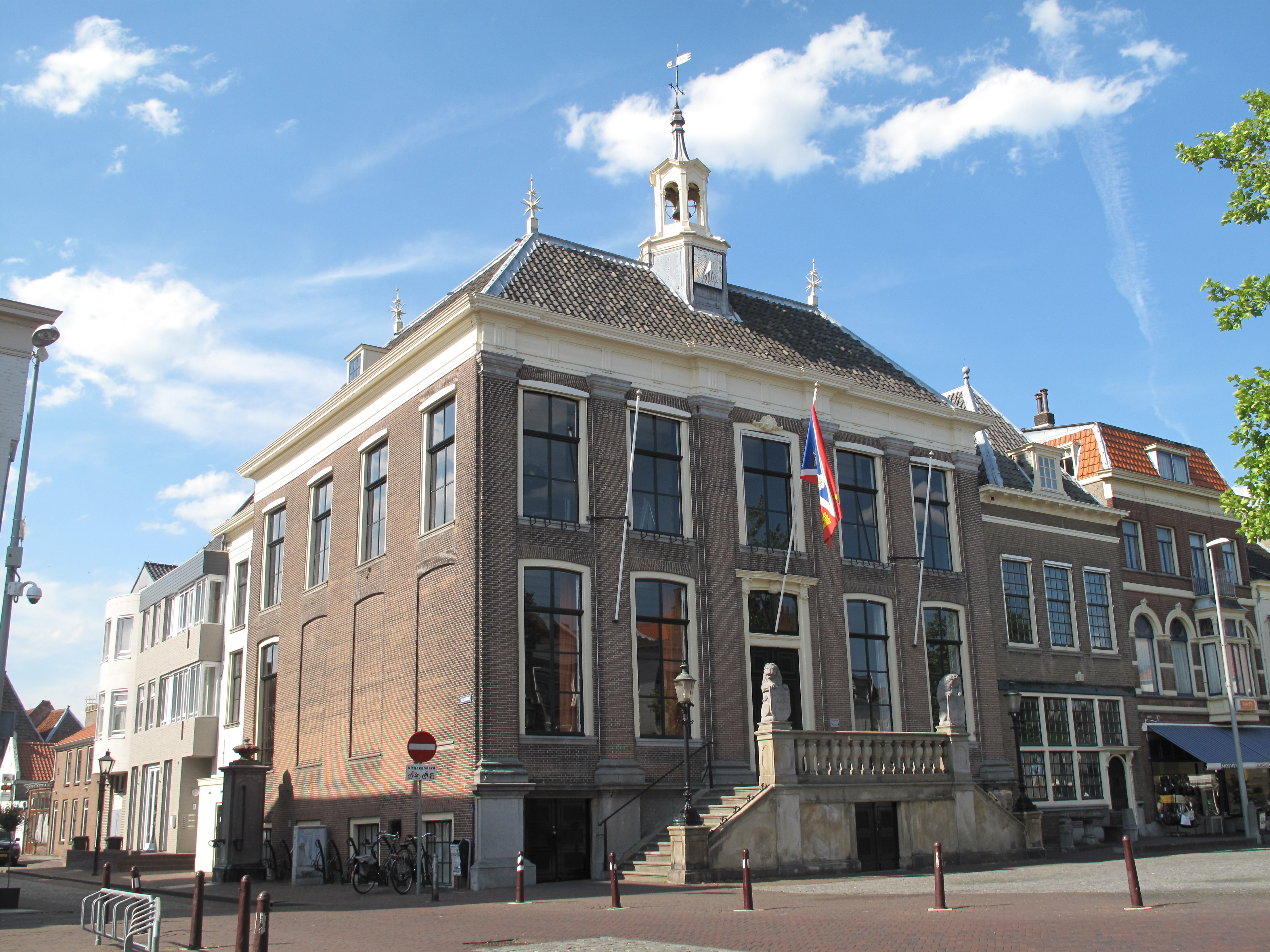
Stadhuis van Zaltbommel

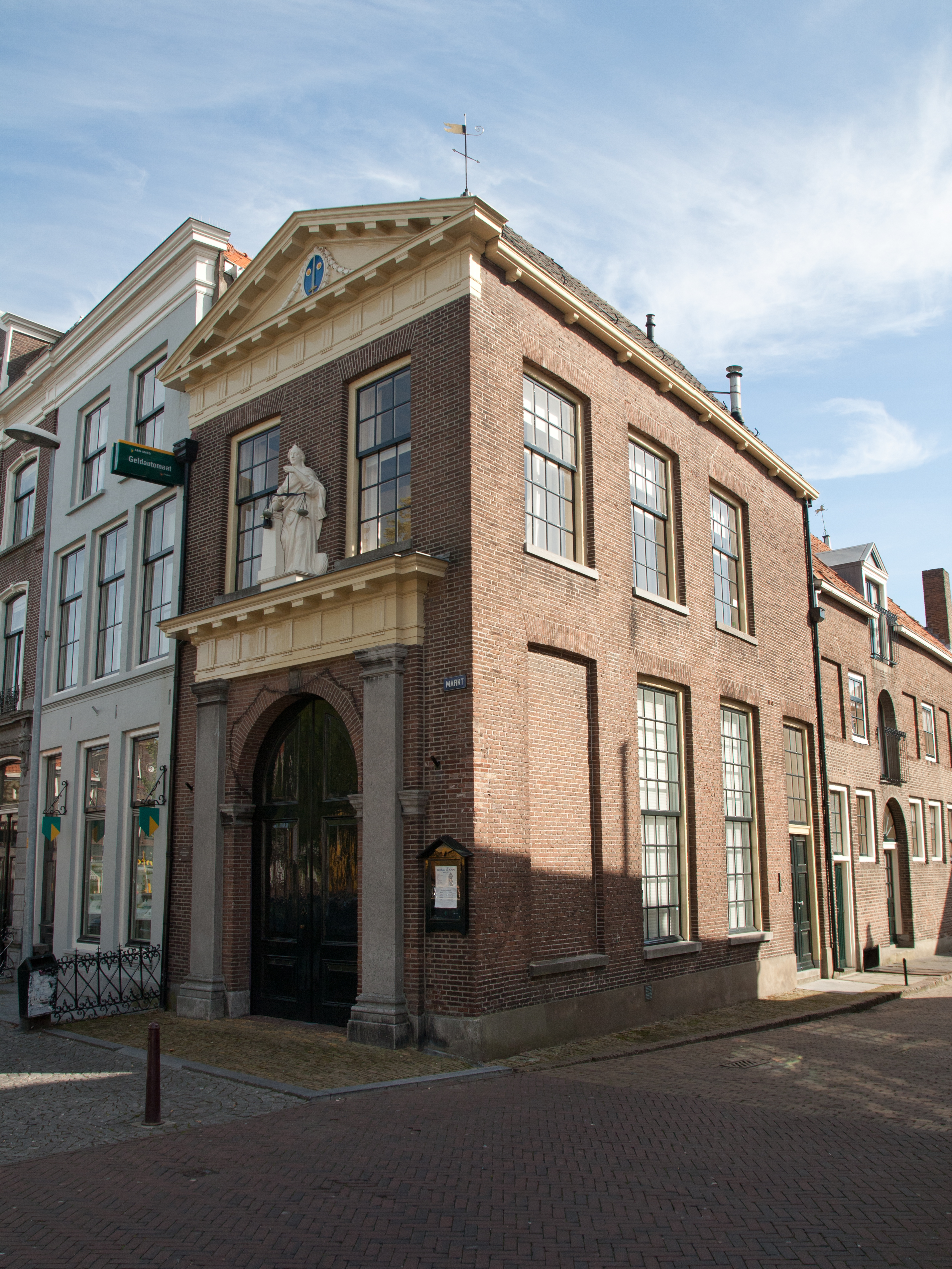
De Waag, 2012

Zaltbommel (uitspraakⓘ) is een gemeente in de Bommelerwaard in de Nederlandse provincie Gelderland. De hoofdplaats is de gelijknamige stad Zaltbommel.
De gemeente telt 30.385 inwoners en heeft een oppervlakte van 89,74 km² (waarvan 2,34 km² water). De gemeente omvat de noordwestelijke helft van de Bommelerwaard. In het noorden grenst Zaltbommel aan de Waal, in het zuiden aan de Maas en in het westen aan de Afgedamde Maas.

## Geschiedenis
De gemeente Zaltbommel is op 1 januari 1999 in de huidige vorm ontstaan. Op die dag werden de voormalige gemeenten Zaltbommel, Kerkwijk en Brakel samengevoegd.

## Woonplaatsen
| Woonplaats (BAG) | Inwoners 2023 | Inwoners 2010 |
| ---------------- | ------------- | ------------- |
| Aalst            | 2.470         | 2.180         |
| Brakel           | 3.115         | 2.950         |
| Bruchem          | 1.910         | 1.680         |
| Delwijnen        | 575           | 465           |
| Gameren          | 3.115         | 2.515         |
| Kerkwijk         | 430           | 405           |
| Nederhemert      | 1.790         | 1.505         |
| Nieuwaal         | 550           | 545           |
| Poederoijen      | 1.125         | 950           |
| Zaltbommel       | 13.530        | 10.155        |
| Zuilichem        | 1.745         | 1.555         |

De gemeente telt voorts nog een aantal buurtschappen: Bern, Oensel, Poederoijensehoek en De Rietschoof.

## Topografie
Topografische gemeentekaart van Zaltbommel, per september 2022

## Bezienswaardigheden
De prominente bezienswaardigheden van de gemeente zijn de vestingstad Zaltbommel met de Grote of Sint-Maartenskerk en Slot Loevestein nabij Poederoijen. Verder verdient de Meidijk vermelding.

### Monumenten
In de gemeente zijn er een aantal rijksmonumenten, gemeentelijk monument en oorlogsmonumenten, zie:
- Lijst van rijksmonumenten in Zaltbommel (gemeente)
- Lijst van gemeentelijke monumenten in Zaltbommel (gemeente)
- Lijst van oorlogsmonumenten in Zaltbommel
- Lijst van beelden in Zaltbommel

## Gemeenteraad
De gemeenteraad van Zaltbommel bestaat uit 21 zetels. Hieronder de behaalde zetels per partij bij de gemeenteraadsverkiezingen sinds 1998:
| Gemeenteraadszetels             | Gemeenteraadszetels | Gemeenteraadszetels | Gemeenteraadszetels | Gemeenteraadszetels | Gemeenteraadszetels | Gemeenteraadszetels | Gemeenteraadszetels |
| Partij                          | 1998                | 2002                | 2006                | 2010                | 2014                | 2018                | 2022                |
| ------------------------------- | ------------------- | ------------------- | ------------------- | ------------------- | ------------------- | ------------------- | ------------------- |
| Zaltbommel Veranderen met Visie | -                   | -                   | 2                   | 3                   | 5                   | 4                   | 5                   |
| SGP                             | 3                   | 3                   | 3                   | 4                   | 4                   | 4                   | 5                   |
| VVD                             | 4                   | 5                   | 3                   | 3                   | 2                   | 2                   | 3                   |
| ChristenUnie                    | 2                   | 2                   | 3                   | 2                   | 3                   | 3                   | 2                   |
| D66                             | 1                   | 1                   | 1                   | 2                   | 2                   | 1                   | 1                   |
| CDA                             | 4                   | 4                   | 3                   | 3                   | 2                   | 3                   | 1                   |
| Belang van Nederland            | -                   | -                   | -                   | -                   | -                   | -                   | 1                   |
| PvdA                            | 4                   | 5                   | 5                   | 3                   | 2                   | -                   | 1                   |
| GroenLinks                      | 1                   | 1                   | 1                   | 1                   | 1                   | -                   | 1                   |
| SP                              | -                   | -                   | -                   | -                   | -                   | 1                   | 1                   |
| PvdA/GroenLinks                 | -                   | -                   | -                   | -                   | -                   | 3                   | -                   |
| Totaal                          | 19                  | 21                  | 21                  | 21                  | 21                  | 21                  | 21                  |

## Aangrenzende gemeenten
| Aangrenzende gemeenten | Aangrenzende gemeenten | Aangrenzende gemeenten | Aangrenzende gemeenten | Aangrenzende gemeenten |
| ---------------------- | ---------------------- | ---------------------- | ---------------------- | ---------------------- |
| Gorinchem (ZH)         |                        | West Betuwe            |                        |                        |
|                        |                        |                        |                        |                        |
| Altena (NB)            | Maasdriel              |                        |                        |                        |
|                        |                        |                        |                        |                        |
|                        |                        | Heusden (NB)           |                        |                        |